# Divci (Prijepolje)
Divci (Servisch cyrillisch: Дивци) is een plaats in de Servische gemeente Prijepolje. De plaats telt 335 inwoners (2002).